# Marte (fée)
Pour les articles homonymes, voir Marte.
Dans le folklore français propre à l'Indre et à la Haute-Vienne, une marte ou marse est une fée déchue d'une laideur effrayante.

## Description
Elles sont décrites comme possédant un corps décharné, des cheveux noirs traînant au sol, des seins flasques et longs qui pendent sur les cuisses et des yeux rouges.  Au cours de chasses nocturnes, elles tentent d'assouvir leur insatiable appétit charnel en poursuivant les beaux jeunes hommes qui croisent leur route jusqu'à ce qu'ils tombent d'épuisement.
Les martes sont vraisemblablement issues de la diabolisation des esprits du terroir. 

## Martes et mégalithes
Dans le folklore, de nombreux mégalithes et sites naturels rocheux sont associés aux martes. Paul Sébillot évoque ces pierres à la marte dans son ouvrage Le Folklore de France. Elles jouent un rôle important dans le folklore mégalithique berrichon (Pierre à la Marte, Pierre à la Marte des Granges) et de la Haute-Vienne (Pierre à la Marte) : « Les martes sont de grandes femmes hideuses aux seins flasques pendants jusqu'aux cuisses...du haut de la table des dolmens, elles appellent à la tombée de la nuit les bergers et les laboureurs et, s'ils ne répondent pas à leurs avances, elles les poursuivent en leur jetant leurs seins par-dessus leurs épaules. ».